# Gran Premio motociclistico delle Nazioni 1957
Il Gran Premio motociclistico delle Nazioni fu l'ultimo appuntamento del motomondiale 1957.
Si svolse il 1º settembre 1957 presso l'Autodromo di Monza alla presenza di oltre 100.000 spettatori. Erano in programma tutte le classi.
Vittoria di Carlo Ubbiali in 125, che approfittò dell'uscita di scena delle FB Mondial di Tarquinio Provini e Cecil Sandford, finiti fuori pista al primo giro tentando di evitare la Ducati di Alberto Gandossi, caduto.
Seconda gara della giornata quella della 350, dove Bob McIntyre ebbe ragione di Alano Montanari (costretto al ritiro per rottura dei freni).
Seguì la 250, dove Provini si rifece del ritiro della 125.
Nei sidecar, la Gilera di Albino Milani fece gara a sé.
Chiuse la giornata la gara della 500, con Libero Liberati che si laureò Campione del Mondo davanti a 2.000 suoi sostenitori arrivati da Terni per incoraggiarlo. Non partito McIntyre, altro pretendente al titolo, per problemi fisici.
Quella di Monza fu l'ultima gara di FB Mondial, Gilera e Moto Guzzi prima della stipula del patto di astensione dalle corse, siglato poco tempo dopo.

## Classe 500

### Arrivati al traguardo
| Pos. | Pilota                   | Moto      | Tempo        | Punti |
| ---- | ------------------------ | --------- | ------------ | ----- |
| 1    | Libero Liberati          | Gilera    | 1h 04' 49" 3 | 8     |
| 2    | Geoff Duke               | Gilera    | +24"         | 6     |
| 3    | Alfredo Milani           | Gilera    | +24" 4       | 4     |
| 4    | John Surtees             | MV Agusta | +33" 2       | 3     |
| 5    | Umberto Masetti          | MV Agusta | +1 giro      | 2     |
| 6    | Terry Shepherd           | MV Agusta | +1 giro      | 1     |
| 7    | Carlo Bandirola          | MV Agusta | +1 giro      |       |
| 8    | Gerold Klinger           | BMW       | +2 giri      |       |
| 9    | John Hartle              | Norton    | +2 giri      |       |
| 10   | Giuseppe Cantoni         | Gilera    | +2 giri      |       |
| 11   | Alois Huber              | BMW       | +2 giri      |       |
| 12   | Francesco Guglielminetti | Norton    | +3 giri      |       |
| 13   | Nino Tagli               | Gilera    | +5 giri      |       |

### Ritirati
| Pilota                | Moto       | Motivo ritiro |
| --------------------- | ---------- | ------------- |
| Enrico Galante        | Norton     |               |
| Paolo Campanelli      | Gilera     |               |
| Giuseppe Mantelli     | Gilera     |               |
| Jacques Collot        | Norton     |               |
| Gianvittorio Ziglioli | Moto Guzzi |               |
| Sven Andersson        | Norton     |               |
| Fabio Ceredi          | Moto Guzzi |               |
| Martino Giani         | Gilera     |               |
| Martinus Van Son      | Matchless  |               |

## Classe 350

### Arrivati al traguardo
| Pos. | Pilota           | Moto       | Tempo     | Punti |
| ---- | ---------------- | ---------- | --------- | ----- |
| 1    | Bob McIntyre     | Gilera     | 51' 43" 9 | 8     |
| 2    | Giuseppe Colnago | Moto Guzzi | +32" 6    | 6     |
| 3    | Libero Liberati  | Gilera     | +37" 1    | 4     |
| 4    | Alfredo Milani   | Gilera     | +1' 31"   | 3     |
| 5    | Adelmo Mandolini | Moto Guzzi | +2 giri   | 2     |
| 6    | John Hartle      | Norton     | +2 giri   | 1     |
| 7    | Arthur Wheeler   | Moto Guzzi | +2 giri   |       |
| 8    | Bob Brown        | Velocette  | +3 giri   |       |
| 9    | Fritz Kläger     | Norton     | +3 giri   |       |
| 10   | Enrico Galante   | Norton     | +3 giri   |       |
| 11   | Alfredo Flores   | Moto Guzzi | +4 giri   |       |
| 12   | Erwin Aldinger   | Horex      | +4 giri   |       |
| 13   | A. Gorini        | Norton     | +5 giri   |       |
| 14   | Martinus Van Son | Norton     | +5 giri   |       |
| 15   | Besse            | Norton     | +5 giri   |       |

### Ritirati
| Pilota          | Moto       | Motivo ritiro     |
| --------------- | ---------- | ----------------- |
| Keith Bryen     | Moto Guzzi |                   |
| John Anderson   | AJS        |                   |
| John Surtees    | MV Agusta  |                   |
| Geoff Duke      | Gilera     |                   |
| Heck            | n.d.       |                   |
| Alano Montanari | Moto Guzzi | problemi ai freni |

## Classe 250

### Arrivati al traguardo
| Pos. | Pilota               | Moto       | Tempo     | Punti |
| ---- | -------------------- | ---------- | --------- | ----- |
| 1    | Tarquinio Provini    | FB Mondial | 43' 05" 8 | 8     |
| 2    | Remo Venturi         | MV Agusta  | +25" 6    | 6     |
| 3    | Enrico Lorenzetti    | Moto Guzzi | +51" 7    | 4     |
| 4    | Cecil Sandford       | FB Mondial | +1' 41" 7 | 3     |
| 5    | Sammy Miller         | FB Mondial | +2' 03" 6 | 2     |
| 6    | Alano Montanari      | Moto Guzzi | +2 giri   | 1     |
| 7    | Roland Heck          | NSU        | +2 giri   |       |
| 8    | Arthur Wheeler       | Moto Guzzi | +2 giri   |       |
| 9    | Günter Beer          | Adler      | +2 giri   |       |
| 10   | Adelmo Mandolini     | Moto Guzzi | +2 giri   |       |
| 11   | Dieter Falk          | Adler      | +2 giri   |       |
| 12   | Kurt Knopf           | NSU        | +2 giri   |       |
| 13   | Karl-Julius Holthaus | NSU        | +3 giri   |       |
| 14   | Adolf Heck           | Adler      | +3 giri   |       |
| 15   | Ludwig Malchus       | NSU        | +3 giri   |       |
| 16   | Siegfried Lohmann    | Adler      | +4 giri   |       |

### Ritirati
| Pilota           | Moto        | Motivo ritiro               |
| ---------------- | ----------- | --------------------------- |
| Carlo Ubbiali    | MV Agusta   | allentamento di una valvola |
| Luigi Taveri     | MV Agusta   |                             |
| Guido Paciocca   | n.d.        |                             |
| Guido Sala       | FB Mondial  |                             |
| Rocchi           | n.d.        |                             |
| John Hartle      | MV Agusta   |                             |
| Bob Brown        | NSU         |                             |
| Emilio Mendogni  | Moto Morini |                             |
| Virgilio Campana | Moto Morini |                             |

## Classe 125

### Arrivati al traguardo
| Pos. | Pilota             | Moto       | Tempo     | Punti |
| ---- | ------------------ | ---------- | --------- | ----- |
| 1    | Carlo Ubbiali      | MV Agusta  | 38' 54"   | 8     |
| 2    | Sammy Miller       | FB Mondial | +19" 6    | 6     |
| 3    | Luigi Taveri       | MV Agusta  | +20" 7    | 4     |
| 4    | Fortunato Libanori | MV Agusta  | +25" 2    | 3     |
| 5    | Remo Venturi       | MV Agusta  | +25" 5    | 2     |
| 6    | Guido Sala         | FB Mondial | +37" 8    | 1     |
| 7    | Ernst Degner       | MZ         | +2' 02" 4 |       |
| 8    | Roberto Pionava    | Ducati     | +1 giro   |       |
| 9    | Willi Scheidhauer  | Ducati     | +1 giro   |       |
| 10   | Wilhelm Lecke      | Ducati     | +2 giri   |       |
| 11   | Paolo Campanelli   | MV Agusta  | +2 giri   |       |
| 12   | Mario Carini       | Ducati     | +3 giri   |       |
| 13   | Alberto Capocci    | FB Mondial | +3 giri   |       |
| 14   | Mantelli           | Ducati     | +4 giri   |       |

### Ritirati
| Pilota            | Moto       | Motivo ritiro   |
| ----------------- | ---------- | --------------- |
| Alberto Gandossi  | Ducati     | caduta          |
| Tarquinio Provini | FB Mondial | uscita di pista |
| Cecil Sandford    | FB Mondial | uscita di pista |

## Classe sidecar

### Arrivati al traguardo
| Pos | Pilota             | Passeggero         | Moto   | Tempo     | Punti |
| --- | ------------------ | ------------------ | ------ | --------- | ----- |
| 1   | Albino Milani      | Rossano Milani     | Gilera | 38' 56" 7 | 8     |
| 2   | Cyril Smith        | Eric Bliss         | Norton | +1' 03" 4 | 6     |
| 3   | Florian Camathias  | Hilmar Cecco       | BMW    | +1' 03" 9 | 4     |
| 4   | Fritz Scheidegger  | Horst Burkhardt    | BMW    | +2' 06" 3 | 3     |
| 5   | Jacques Drion      | Inge Stoll-Laforge | BMW    | +2' 06" 7 | 2     |
| 6   | Loni Neußner       | Dieter Hess        | BMW    | +1 giro   | 1     |
| 7   | Edgar Strub        | Mick Woollett      | BMW    | +1 giro   |       |
| 8   | Helmut Fath        | n.d.               | BMW    | +1 giro   |       |
| 9   | Bill Beevers       | Frank Fox          | Norton | +1 giro   |       |
| 10  | Marcel Beauvais    | André Coudert      | Norton | +1 giro   |       |
| 11  | Friedrich Staschel | Edgar Perduss      | BMW    | +1 giro   |       |
| 12  | Luigi Marcelli     | n.d.               | Norton | +2 giri   |       |
| 13  | Joseph Duhem       | n.d.               | Norton | +2 giri   |       |